# Nulka

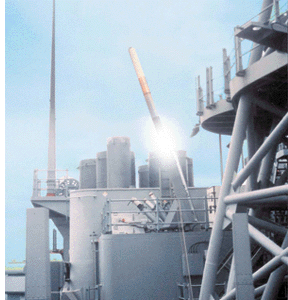
Lancio di prova di un missile Nulka

Il Nulka è un ingannatore radar attivo (decoy) progettato e costruito in collaborazione da Stati Uniti e Australia. È una contromisura elettronica del tipo Electronic Attack di tipo attivo.
Impiegato sulle navi militari della United States Navy (USN) e dalla Royal Australian Navy (RAN), il Nulka è un ingannatore usa e getta con propulsione a razzo in grado, con la sua parte attiva, di attirare su di sé i missili anti-nave ASM, allontanandoli dal loro bersaglio.

## Descrizione
Il Nulka (che nella lingua australiana aborigena significa "sbrigati!") è costituito da un sistema elettronico posto alla sommità in un razzo che, lanciato dalla nave sotto attacco, possiede la capacità di auto-sostenersi a mezz'aria per un certo periodo di tempo, trasmettendo un segnale in grado di ingannare con delle tecniche di guerra elettronica (jamming) i missili in arrivo. La parte attiva riceve il segnale radar di guida del missile anti-nave e lo ritrasmette con una potenza maggiore creando una eco più vistosa di quella della nave bersaglio della quale, per completare l'inganno, viene anche simulato il movimento.

## Programma
Il programma venne avviato a seguito di un accordo "Memorandum of Arrangements" firmato da Australia e Stati Uniti nel 1986 e portò alla realizzazione di un Full Scale Engineering Development (FSED) terminato il 16 gennaio 1998. Per quella data venne considerata chiusa la prima fase delle attività, inclusa la valutazione operativa del dispositivo, inizialmente ipotizzato per l'impiego su 14 fregate della RAN e oltre 100 unità USN, cui si aggiunse la Canadian Navy con un ordine per 4 sistemi.
Il Nulka ha ricevuto l'approvazione per l'avvio della produzione nel gennaio 1999 e le installazioni sono iniziate sulle navi RAN e USN nel settembre dello stesso anno. Il programma è stato ulteriormente finanziato nel 2001 per continuare le attività di sviluppo e logistiche.
Il 17 luglio 2006 BAE System ha ricevuto un ulteriore ordine per forniture supplementari fino al 2008.
La aziende interessate sono la BAE Systems Australia che segue lo sviluppo del razzo di sostentamento, il lanciatore e l'unità di interfacciamento, la Lockheed Martin Sippican USA, responsabile del sistema di inganno attivo, la AEROJET USA per la costruzione dei motori a razzo, la SECHAN USA per il sistema di lancio MK 53.
Il sistema Nulka è composto dal razzo e dal suo contenitore ermetico. Il contenitore viene assemblato in un modulo di lancio dedicato nel caso della Royal Australian Navy, o in un lanciatore derivato dal Mk 36 Decoy Launching System (DLS), modificato e rinominato Mk 53 DLS per la U.S. Navy.

## Operatori
- Australia - 6 fregate lanciamissili classe Adelaide e 8 fregate classe ANZAC
- Stati Uniti - oltre 100 sistemi per equipaggiare prioritariamente unità prive di altri sistemi di contromisure elettroniche tra cui:
  - cacciatorpediniere classe Spruance,
  - cacciatorpediniere classe Arleigh Burke,
  - incrociatori classe Ticonderoga
  - navi da assalto anfibio, navi di supporto e la futura classe 21st Century Surface Combatant[1]
- Canada - 4 sistemi imbarcati sui cacciatorpediniere classe Iroquois